# Pierre Richard (général)
 (mai 2020).
Pour les articles homonymes, voir Richard et Pierre Richard (homonymie).
Pierre Richard est un officier général de l’armée française né le 18 août 1923 à Rouen et décédé le 16 juillet 2012 à Boulogne-Billancourt. Ancien combattant de la Seconde Guerre mondiale, des guerres d'Indochine et d'Algérie.

## Biographie

### Carrière militaire

#### Seconde guerre mondiale
Il est engagé volontaire le 18 août 1944 au 2e bataillon de choc avec lequel il fait la campagne de France puis la campagne d’Allemagne avec la 1re Armée française.
Il reçoit la croix de guerre 1939-1945 le 25 janvier 1945.
Il intègre en 1947 l’Ecole militaire de Saint-Cyr Coëtquidan et appartient à la promotion Rome et Strasbourg. Il choisit l’Infanterie coloniale.

#### Indochine
Il embarque pour l’Indochine le 20 mai 1949
Gravement blessé le 2 novembre 1949, il est capturé par le Viêt Minh. Il est amputé du bras droit. Il sera libéré 5 années plus tard le 4 septembre 1954. Il reçoit la croix de guerre des théâtres d’opérations extérieurs.
Le 18 novembre 1954, à Nantes, il épouse Marie-Antoinette Couillaud, sœur du général Paul Couillaud et nièce de Jacques Viot.

#### Algérie
Le 15 juin 1956 il part pour l'Algérie dans le cadre des opérations de sécurité et de maintien de l’ordre menées par l’armée française en Afrique du nord.  Il est affecté au bureau régional d'action psychologique de la 10e région militaire en qualité d’officier traitant. Il reçoit la croix de la valeur militaire.

#### Allemagne et métropole
De retour en métropole, il rejoint le 16 juin 1958 le bureau renseignement de l’état-major des forces armées à Brazzaville (Afrique équatoriale française).
À partir du 27 janvier 1961 il poursuit une carrière orientée vers le renseignement militaire en qualité d’expert de l’Afrique puis de l’Asie, en métropole et en Allemagne.
D’octobre 1972 à septembre 1974, il est chef de corps du 22e régiment d’infanterie de marine stationné à Albi.
Il quitte le service le 19 août 1980  avec le grade de général de brigade.

#### Engagements dans le monde combattant
Le général Pierre Richard est élu en 1991 président national de l’Association nationale des croix de guerre et de la valeur militaire.  Il succède au général  Yves Chevalier de Lauzières et présidera l’association nationale jusqu’au 26 février 2004, date à laquelle il est nommé président d'honneur.
Il est nommé le 27 février 1993, membre du conseil d’administration de l’Office national des anciens combattants et victimes de guerre. Son mandat sera renouvelé jusqu’en 2004. 

## Publications
Le général Pierre Richard publie en 1964 « Cinq ans prisonnier des viêts » aux Editions de la Serpe, avec une préface du général d’armée Maxime Weygand, de l'Académie française.
L’ouvrage sera réédité en 1975 aux Nouvelles éditions latines.
À nouveau réédité en 1996 aux Nouvelles éditions latines, l’ouvrage est enrichi de  réflexions géopolitiques et stratégiques.

## Décorations
- Commandeur de la Légion d’honneur[11]
- Commandeur de l’ordre national du Mérite
- Croix de Guerre 1939-1945
- Croix de Guerre des TOE
- Croix de la Valeur militaire